# Jeanne Mammen
Jeanne Mammen, née Gertrud Johanna Louise Mammen le 21 novembre 1890 à Berlin en Allemagne et morte dans la même ville le 22 avril 1976, est une peintre et dessinatrice allemande. Ses œuvres s’inscrivent dans les courants de la nouvelle objectivité et du symbolisme.

## Biographie
Née à Berlin, Jeanne Mammen grandit à Paris où son père a une usine de soufflage du verre, et fréquente le lycée Molière. Avec sa sœur aînée, Marie-Louise, elle étudie la peinture à l’Académie Julian, continuant sa formation à Bruxelles à l’Académie royale des beaux-arts et à Rome à la Scuola Libera Academica de la Villa Médicis,. Elle participe au Salon des indépendants à Paris en 1912 et à celui de Bruxelles l’année suivante. Ses premiers travaux, d’inspiration symboliste, un mouvement alors important de la scène artistique franco-belge, incluent des aquarelles liées à des œuvres littéraires, par exemple La Tentation de saint Antoine de Gustave Flaubert,.
La Première Guerre mondiale en 1914 contraint la famille à fuir et Jeanne Mammen se retrouve finalement sans ressources à Berlin. Elle travaille comme dessinatrice de mode, dessine des affiches de films et collabore à des journaux comme Simplicissimus, Ulk, Der Junggeselle. En 1919, elle s’installe avec sa sœur dans un atelier-appartement du Kurfürstendamm, où elle reste toute sa vie. Ses illustrations, réalistes, parfois satiriques, dépeignent des types humains dans toutes sortes de situations, et sont louées par Kurt Tucholsky. Il écrit dans l'hebdomadaire Die Weltbühne : « Les aquarelles délicates et vaporeuses que vous publiez dans les magazines et les journaux humoristiques surpassent le barbouillage indiscipliné de la plupart de vos collègues à tel point que l'on vous doit une petite déclaration d'amour. Vos personnages sont propres au toucher, ils sont gracieux et âpres à la fois, et ils sautent du papier avec la peau et les cheveux. Dans l'épicerie fine que vos patrons nous ouvrent chaque semaine ou chaque mois, ils sont à peu près la seule délicatesse. » La première exposition de Jeanne Mammen à la galerie Gurlitt en 1930 signe sa reconnaissance sur la scène artistique berlinoise. Elle crée des lithographies, en particulier le cycle « Les Chansons de Bilitis », un hommage à l’amour lesbien illustrant des poèmes de Pierre Louÿs,.
L’arrivée au pouvoir des nazis met un terme à sa reconnaissance publique, ses œuvres sont critiquées par le nouveau régime, avec lequel elle refuse de collaborer, et, perdant à nouveau ses sources de revenus dans les journaux, elle se réfugie dans l’émigration intérieure. À cette époque, ses peintures deviennent plus abstraites. Les difficiles conditions matérielles de l’après-guerre lui donnent l’occasion d’intégrer des matériaux de récupération dans des sculptures ou des collages. Elle participe aussi de manière importante au célèbre cabaret existentialiste de l’après-guerre, le Badewanne,.
Après la guerre, elle retrouve son atelier qui n'a pas été détruit malgré les bombardements alentours et peut à nouveau exposer ses oeuvres. Elle participe notamment à l'une des premières organisées à Berlin après 1945 intitulée Après 12 ans. Des peintres et des sculpteurs antifascistes exposent.

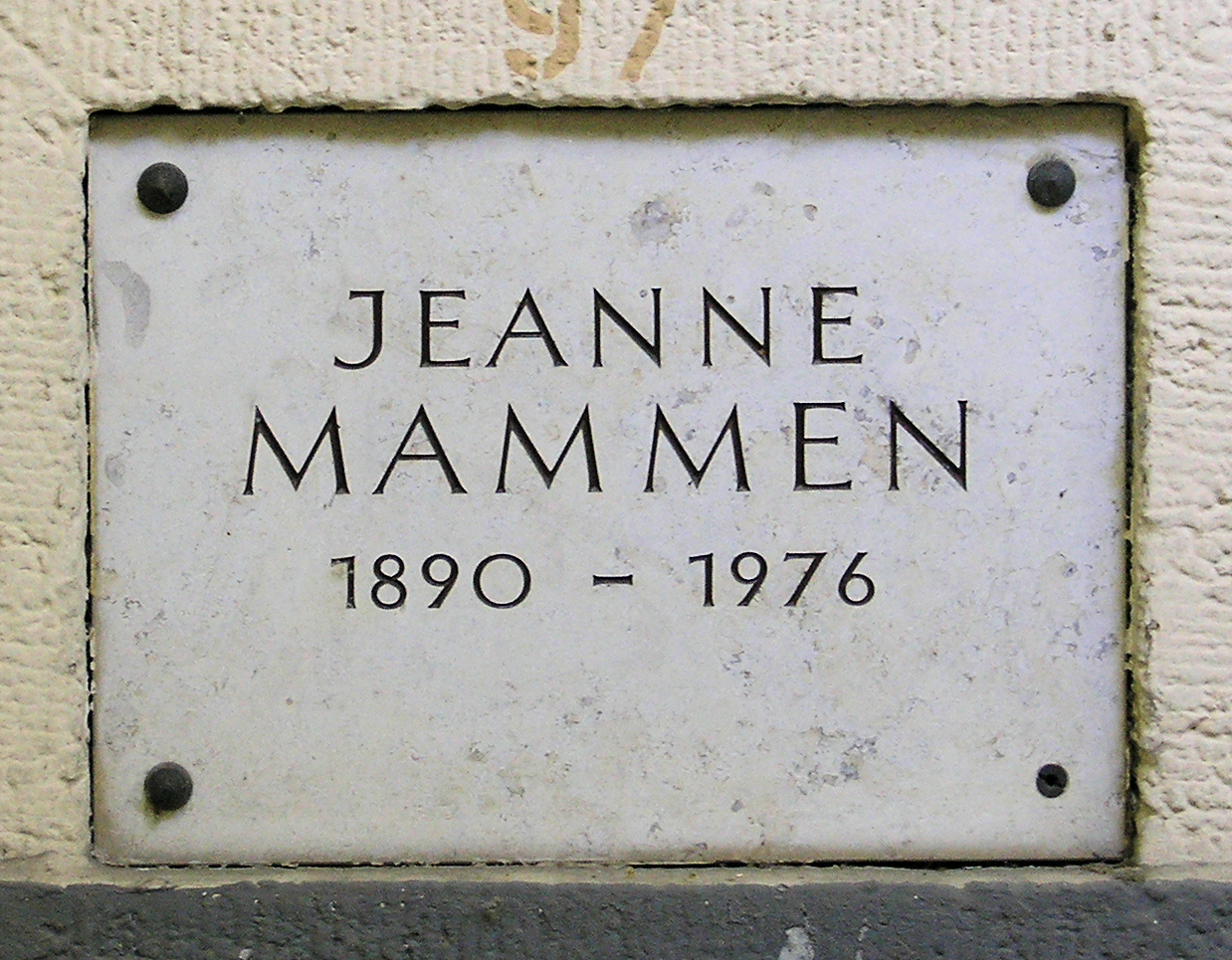
Cendres de Jeanne Mammen au cimetière de Berlin-Friedenau.

Elle est surtout redécouverte à partir de 1971, lorsque des expositions chez Brockstedt à Hambourg et Valentien à Stuttgart lui sont consacrées ; suivent dans les années 1990 de nombreuses autres expositions. Elle obtient une reconnaissance particulière auprès des mouvements féministes et des mouvements lesbiens.
Ses cendres se trouvent au columbarium (salle 45, no 97) du cimetière municipal de la Stubenrauchstraße à Berlin-Friedenau.

## Hommages et postérité

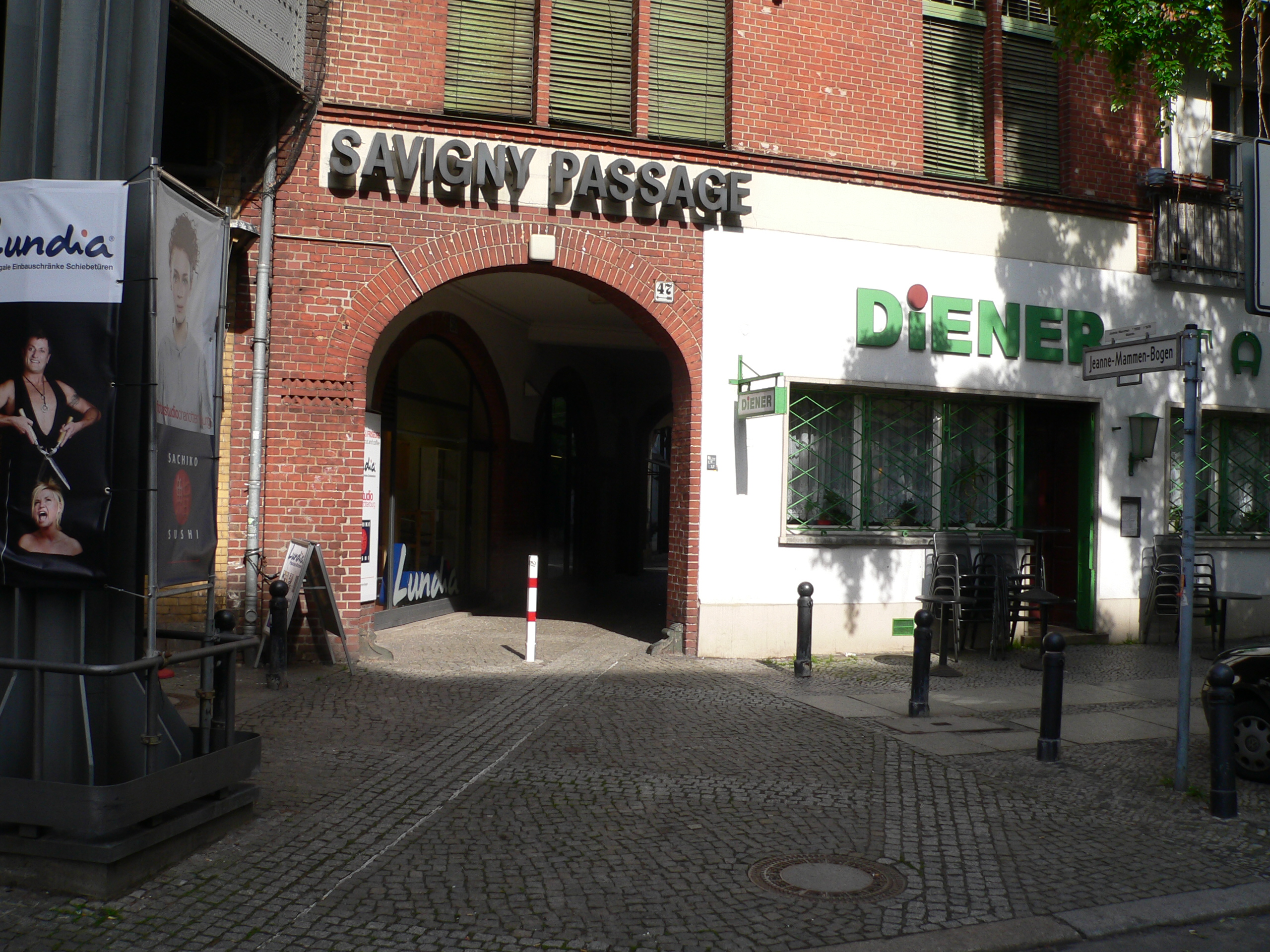
Jeanne-Mammen-Bogen, à Berlin.

Une fondation à but non lucratif, la Jeanne-Mammen-Gesellschaft e. V. est créée par les amis de l’artiste en 1976, afin de promouvoir son œuvre. Elle est devenue en 2003 la Förderverein Jeanne-Mammen-Stiftung e. V, dépendant de la Fondation Stadtmuseum Berlin, afin d’en assurer la pérennité.
Des peintures et des sculptures de l'artiste sont exposées en permanence dans une salle Jeanne Mammen du Max-Delbrück-Centrum dans Berlin-Buch, un centre de recherches médicales dédié à Max Delbrück, médecin ami et mécène de l’artiste.
Un catalogue raisonné de ses œuvres est paru en 1997.
En 1999, une rue de Berlin-Charlottenburg est renommée « Jeanne-Mammen-Bogen » en son honneur.